# 谢尔勒鲁普环形山

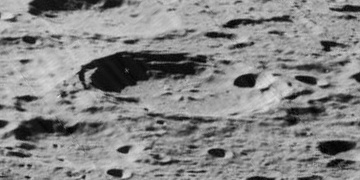
月球轨道器5号拍摄的西向斜视图

谢尔勒鲁普环形山（Schjellerup）是位于月球背面北部区的一座大撞击坑，约形成于38-32亿年前的晚雨海世，其名称取自十九世纪丹麦天文学家汉斯·谢尔勒鲁普（1827年－1887年），1970年被国际天文学联合会批准接受。

## 描述
该陨坑西北毗邻西尔斯环形山、东北靠近卡尔平斯基环形山、阿伏伽德罗环形山和伽莫夫环形山则分别位于它的东南和西南。陨坑中心月面坐标为69°02′N 158°14′E / 69.04°N 158.24°E，直径62.8公里，深度约4.3公里。
谢尔勒鲁普环形山是一座保存相当完好的陨石坑，几乎未受到较大的撞击侵蚀。坑壁边缘清晰完整，内侧斜坡带有明显的阶地状结构，北侧内壁上坐落了一座圆杯状的小陨坑。环形山坑壁坑壁高出周边地形1220米，内部容积约有3300立方千米。坑底表面相对平坦，环中心散布着一圈小山丘。中心点偏东的一座小中央山丘是由钙长石（A）和含85-90%斜长石的辉长-苏长-橄长斜长岩（GNTA1）所组成。

## 卫星陨石坑
按惯例，最靠近谢尔勒鲁普环形山的卫星坑将在月图上以字母标注在它的中心点旁边。

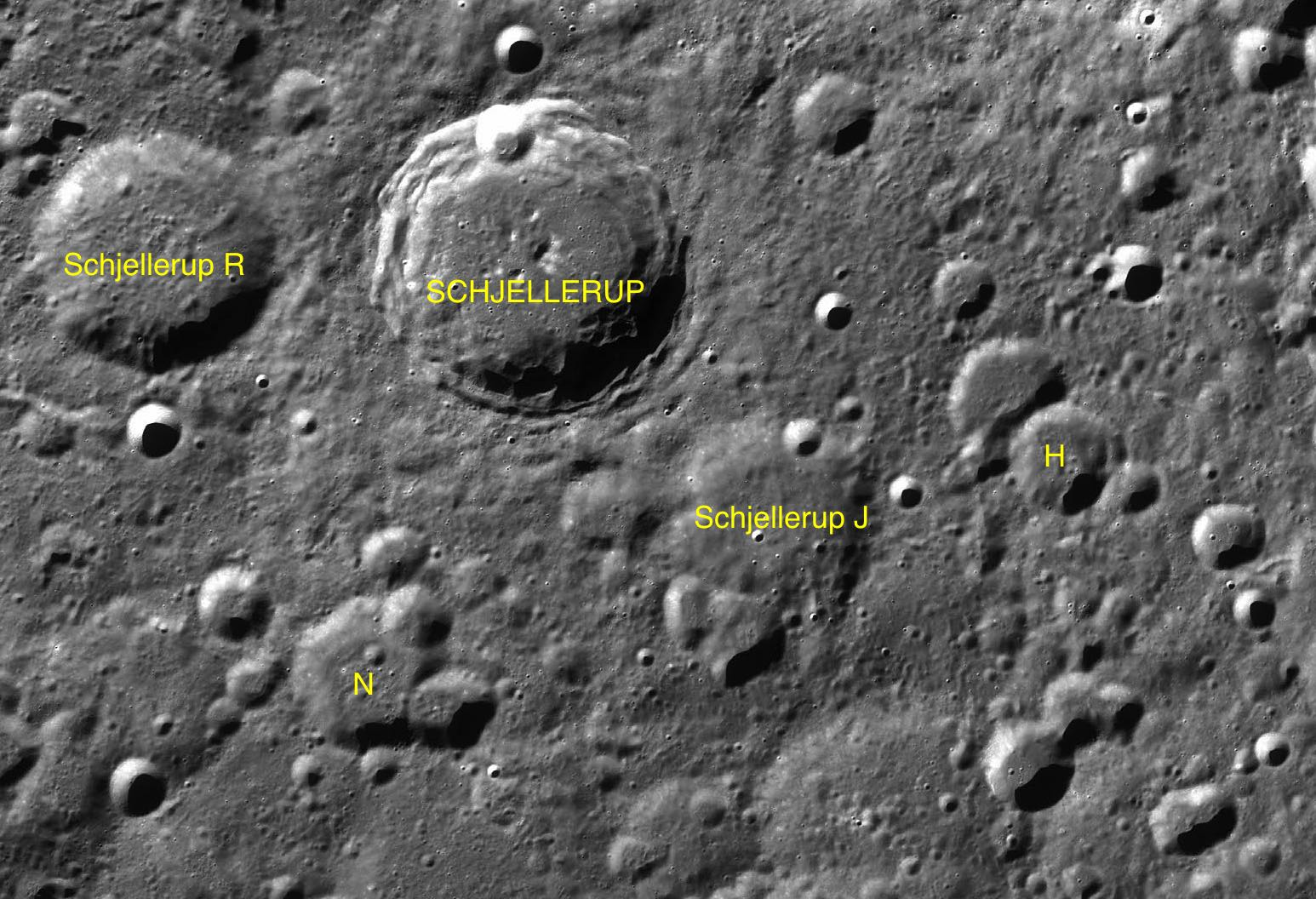
LAC-7 区域图

| 谢尔勒鲁普 | 纬度    | 经度     | 直径    |
| ---------- | ------- | -------- | ------- |
| H          | 68.5° N | 167.4° E | 21 公里 |
| J          | 68.1° N | 161.4° E | 37 公里 |
| N          | 66.6° N | 154.3° E | 38 公里 |
| R          | 68.7° N | 152.2° E | 54 公里 |

- 卫星坑谢尔勒鲁普 R约形成于酒海纪[1]。

## 另请参阅
- Andersson, L. E.; Whitaker, E. A. . NASA RP-1097. 1982.
- Blue, Jennifer. . USGS. July 25, 2007  [2007-08-05]. （原始内容存档于2015-05-26）.
- Bussey, B.; Spudis, P. . New York: Cambridge University Press. 2004. ISBN 978-0-521-81528-4.
- Cocks, Elijah E.; Cocks, Josiah C. . Tudor Publishers. 1995. ISBN 978-0-936389-27-1.
- McDowell, Jonathan. . Jonathan's Space Report. July 15, 2007  [2007-10-24]. （原始内容存档于2015-01-12）.
- Menzel, D. H.; Minnaert, M.; Levin, B.; Dollfus, A.; Bell, B. . Space Science Reviews. 1971, 12 (2): 136–186. Bibcode:1971SSRv...12..136M. doi:10.1007/BF00171763.
- Moore, Patrick. . Sterling Publishing Co. 2001. ISBN 978-0-304-35469-6.
- Price, Fred W. . Cambridge University Press. 1988. ISBN 978-0-521-33500-3.
- Rükl, Antonín. . Kalmbach Books. 1990. ISBN 978-0-913135-17-4.
- Webb, Rev. T. W.  6th revised. Dover. 1962. ISBN 978-0-486-20917-3.
- Whitaker, Ewen A. . Cambridge University Press. 1999. ISBN 978-0-521-62248-6.
- Wlasuk, Peter T. . Springer. 2000. ISBN 978-1-85233-193-1.